# Olaf Schimpf
Olaf Schimpf (* 19. August 1968) ist ein deutscher Handballtrainer, der von 2003 bis 2004 die niederländische Frauen-Handballnationalmannschaft trainierte und derzeit beim VfL Bad Schwartau tätig ist.

## Laufbahn
Der ehemalige Handballspieler wurde 1996 mit der weiblichen Jugend A des TV Lützellinden deutscher Meister und trainierte Ende der 1990er die Frauenmannschaften des norwegischen Erstligisten Stabæk IF sowie des dänischen Erstligisten Frederikshavn fI. Mit den Däninnen wurde er 1999/2000 Vizemeister der Damehåndboldligaen und nahm zudem am Achtelfinale des EHF-Pokals teil, wo man dem späteren Finalisten Tertnes IL unterlag.
In der Saison 2000/2001 übernahm er den Regionalligisten HSC Bad Neustadt und erreichte auf Anhieb mit einer neuformierten Mannschaft den 2. Platz in der damaligen Regionalliga Mitte. In der darauffolgenden Saison stieg er mit dem HSC am letzten Spieltag als Erstplatzierter der Regionalliga Mitte in die 2. Bundesliga auf. In der ersten Zweitliga-Saison des HSC Bad Neustadt wurde er im Februar 2003 nach einer Heimniederlage gegen die TSG Friesenheim entlassen. Im März 2003 wurde Schimpf als Trainer bis Saisonende an den HC Empor Rostock (2. Bundesliga Nord) ausgeliehen.
Ende 2003 übernahm er die niederländische Frauen-Nationalmannschaft, wobei er parallel Teamkoordinator des HSC Bad Neustadt war. Mit neun Siegen, einem Unentschieden und acht Niederlagen erreichte er zwar insgesamt eine positive Bilanz, konnte sich allerdings in den Qualifikationsspielen zur Europameisterschaft 2004 nicht gegen Rumänien durchsetzen. Im November 2004 legte er sein Amt nieder, weil er den Posten nicht mehr mit seiner gleichzeitigen Tätigkeit als Geschäftsführer der TSG Oßweil vereinbaren konnte.
2006 wurde Schimpf Trainer der Frauenmannschaft des Zweitligisten Frisch Auf Göppingen. Nachdem seine Mannschaft die Saison auf dem dritten Platz der 2. Bundesliga Süd beendete, konnte sie sich in der Aufstiegsrunde gegen den TV Beyeröhde und den TuS Weibern durchsetzen und qualifizierte sich für die Bundesliga. Nach einer 26:27-Niederlage gegen Bayer Leverkusen erfolgte jedoch bereits in der Hinrunde der ersten Bundesliga-Spielzeit seine Entlassung.
Nach einer mehrjährigen Pause ist er seit 2010 im weiblichen Jugendbereich des VfL Bad Schwartau tätig. Mit der A-Jugend spielt er seit Einführung der A-Juniorinnen Handball-Bundesliga im Jahr 2013 ununterbrochen in der höchsten deutschen Nachwuchsspielklasse. 2015/16 übernahm der Diplomtrainer darüber hinaus für eine Saison die Drittliga-Frauenmannschaft des VfL-Kooperationspartners TSV Travemünde. Ab der Saison 2018/19 bis zum Saisonende 2021/22 trainierte er zusätzlich den Drittligisten SC Alstertal-Langenhorn.

## Verbandsarbeit
Schimpf ist Vizepräsident Leistungssport und Lehre im Handballverband Schleswig-Holstein.